# Raymond Huet
Pour les articles homonymes, voir Huet.
Raymond Huet est un agronome, chimiste et chercheur à l'Institut français de recherches fruitières outre-mer devenu en 1975 Institut de recherches sur les fruits et agrumes (IRFA). Directeur du Groupement d’étude et de recherche pour le développement de l’agriculture tropicale (Gerdat) à partir de 1951, devenu en 1984 le CIRAD dont il fut directeur du centre de Montpellier.
Il est l'auteur de nombreuses publications sur les agrumes et dans la seconde partie de sa carrière sur les huiles essentielles. Il appartient au Comité technique ISO/TC 54 Huiles essentielles.
Il a été un des premiers à publier sur l'action pharmacologique des flavonoïdes d'agrume dans la décennie 1960.

## Biographie
Raymond Huet est né en 1926. Il est licencié ès sciences de l'université de Bordeaux, ingénieur chimiste (École de chimie de Bordeaux).

## Publications

### Livres et opuscules
- Jacques Cassin, R.M. Cadillat, R. Naville, Germain Duverneuil, R. Huet. Les possibilités commerciales de la lime de Guyane sur les marchés européens. Paris : GERDAT-IFAC, 37 p. 1973,
- R. Huet, G. Mangeot, Germain Duverneuil, J.L.Germain. Étude de la fabrication de concentrés de jus de fruits, par l'utilisation de techniques nouvelles et l'adaptation de techniques existantes. Paris : GERDAT-IRFA, 202 p. 1976,
- Jacques Cassin, R. Naville, P. Subra, P. Brun, P. Frossard, R. Huet, E. Laville, J-P Penel, R. Vogel. Étude agroéconomique pour un projet de production et de commercialisation de 10 000 tonnes/an de limes "Tahiti" en Côte d'Ivoire. Paris : GERDAT-IRFA, 158 p. 1978,
- R. Huet. Obtention à partir d'agrumes d'huiles essentielles riches en caroténoïdes.  Montpellier : GERDAT. 59 p. 1979,
- R. Huet. Influence du traitement et de la conservation sur l'évolution des pigments et des composés volatils in situ ou en systèmes modèles. Évolution des pigments caroténoïdes et des huiles essentielles au cours de la préparation, de la stabilisation et de l'entreposage des jus, concentrés et extraits de clémentines. Montpellier : GERDAT-IRFA, 14 p. 1981,
- Dany Griffon, J.-P. Fremeaux R. Huet. Programmes de développement technologique en agronomie et industries alimentaires méditerranéennes et tropicales Compte-rendu de fin d'étude d'une recherche financée par le Ministère de la Recherche et de l'Enseignement Supérieur. Décision d'aide n.85 H 1544 du 12 décembre 1985. Montpellier : CIRAD, 50 p. 1987.

### RevueFruitset monographies[3]

#### Ananas (IFAC Foulaya, Guinée)
- R. Huet. Contribution à l'étude du jaune de l'ananas en Guinée. Fruits - Vol. 8, n°11, 1953[4],

- Claude Py, L. Haendler, R. Huet, A. Silvy (IFAC). « La fumure de l'ananas en Guinée ». Fruits - vol. 11, n°1, p.5-23. 1956[5].

- R. Huet. La composition chimique de l'ananas. Fruits, vol. 13, n° 5, p . 183-197, 1958[6], voir aussi Bulletin agricole du Congo belge. vol 49 Iss 6 n°12 1958[7],
- R. Huet. Les acides et des sucres dans l'ananas. Qualitas Plant. et Mater. Veg. 3(4), p.244-255. Sept,1958[8],
- R. Huet. « À propos du dosage de l'acidité du jus d'ananas. » Fruits, vol . 14, n°2, p. 83-85, 1959,
- R. Huet et  A. Tisseau. « Observations sur l'évolution de l'ananas après la coupe. » Fruits - vol. 14, n° 6, 1959[9].
- P. Martin-Prével, R. Huet et L. Haendler (IFAC). Potassium, Calcium et Magnésium dans la nutrition de l'ananas de Guinée Influence sur la qualité du fruit. Fruits - Vol . 16, n°4, 1961[10],
- R. Huet. Rétention des arômes dans les poudres de fruits tropicaux obtenues dans un four à micro-ondes sous vide. Fruits - vol. 29, n°5, p. 399-405. 1974[11] (appliqué au jus d'ananas et de fruits de la passion)
- M. Crochon, R. Tisseau, C. Teisson, R. Huet. Effet d'une application d'ethrel avant la récolte sur la qualité gustative des ananas de Cote d'Ivoire. Fruits, vol. 36, n°7-8, 1981[12],
- D. Griffon, J-P Hébert, R. Huet. Gaspiller moins pour nourrir mieux. Exemples d'amélioration du système après récolte Colloque chimie agriculture Faim dans le monde. INSA Lyon. sept. 1981[13].

#### Agrumes
- R. Huet. Influence du mode d'extraction sur l'amertume du jus de pomelo. Fruits, vol. 16, n° 7, 1961 (extrait des Cahiers de la Recherche Agronomique (n°11-1961) Sous-direction de la Recherche agronomique et de l'Enseignement agricole . Ministère de l'Agriculture du Maroc)[14].

- R . Huet. L'identification des huiles essentielles d'agrumes par Chromatographie en Phase Gazeuse. Fruits, vol. 22, n° 4, avril 1967[15],
- R. Huet et C. Durcis. L'huile essentielle de bergamote en Afrique et en Corse. Fruits, vol. 23, n° 5, p. 301 à 311. mai 1968[16],
- L. Haro Guzman, Raymond Huet. L'huile essentielle de lime au Mexique (Citrus aurantifolia Swingle). Fruits, 01 Jan 1970[17],
- R. Huet. Essai d'introduction d'une industrie de la bergamote au Mali. Fruits, vol.25 n° 10 p. 709-715.1970 (cet essai de culture de bergamote au Mali a été un échec),
- R. Huet. Absorbance dans la région ultraviolette du spectre des huiles essentielles de bergamote de Côte d'Ivoire et du Malipar. Fruits. vol. 25, n°1,1970[18],
- R. Huet et Marie-Claude Murail. « L'huile essentielle d'orange de type 'Guinee' ». Fruits. vol. 27 n°4 p. 297-301. 1972[19],
- R. Huet. Détermination de la richesse en huiles essentielles des agrumes (méthode). Fruits, vol. 27, n°2 p. 141-142. 1972[20],
- R. Huet. La production des huiles essentielles d'agrumes en Côte d'Ivoire. Parfumerie,Cosm. Say. France, vol. 2, n°8-9, p. 371.377. 1972,
- C. Moreuil et R. Huet. Le combava. Culture et débouchés à Madagascar. Fruits - vol. 28,  n°10,  p 703-708. 1973 (avec analyse de l'H.E. de  huile essentielle de petitgrain)[21],
- R. Huet. Effets de l'attaque des acariens sur la qualité de l'huile essentielle de citron. Fruits - vol. 28, n°12, p. 859-861. 1973,
- R. Huet et H. Chapot. Oranges et citrons roses. Al Awamia, n°11, p. 21-29,. avril 1974
- R. Huet. Extraction, dosage et stabilisation des caroténoïdes d'agrumes. Fruits, vol. 34, n°7-8, p. 479-488. Juillet-août  1979,
- R. Huet. Les agrumes à faible acidité. Fruits, vol. 39, n° 11, p.689-698. Nov. 1984 - oranges sans acidité, citrons et limettes méditerranéens sans acidité (ne traite pas les agrumes japonais sans acidité)[22],

- R. Huet, coll. de Régine Dalnic, Jacques Cassin, Camille Jacquemond. Le cédrat méditerranéen. Le cédrat de Corse. Fruits, vol.41 n°2, p. 113-119. 1986[23],
- R. Huet. Les huiles essentielles d'agrumes. Fruits, vol 46 n°4. p. 501-513[24]. et suite Technologies d'extraction Fruits, vol. 45 n°5, p. 551-576[25]. 1991,

#### Fruit de la passion
- R. Huet. « L'arôme du jus de grenadille (Passiflora edulis) ». Fruits, vol. 28, n°5. p.397-403. 1973 avec analyse des composants volatils du jus de grenadille[26].

#### Papaïne
- R. Huet. Nature et propriétés de la papaïne, Fruits, vol. 11, 1956,
- R. Huet. Considérations sur la température de séchage du latex de papaye, Fruits, vol. 11, nº 4, 111, 1956,
- R. Huet. Note sur l'activité du latex de papaye au cours du stockage, Fruits, vol. II, nº 4, p. 168-170, 1956,
- H. Haendler et R. Huet. La papaïne. Fruits, vol 20, n°8 p. 411 à 415, 1965.

### Flavonoïdes
En 1960, R. Huet alors au Maroc travaille à éliminer l'amertume du jus des oranges navels due à la limonine (Dilactone triterpène) C 26H 30O 8,  ce qui le conduit à étudier des flavanones et la valorisation des déchets de pressage d'agrumes. En 1981, il donne à Reggio de Calabre, une synthèse des connaissances de l'époque sur les flavones polyméthoxylées, qui existent dans l'huile essentielle des Citrus (tangérétine, nobiletine, sinensétine) antimicrobiens, antiviraux, anti-oxydants et de leur action protectrice des parois des veines (hespéridine et ériodictine). S'en suivra le développement de spécialités pharmacologiques à base de citroflavonoïdes
- R . Huet. L'amertume du jus d'orange Navel. Fruits, vol. 16 n°2, p. 61-65 1961[28],
- R . Huet. Sur quelques méthodes de dosage des flavanones. Les Cahiers de la Recherche agronomique, n° 11, p. 45-52, 1961,
- R . Huet. Les flavonoïdes d 'agrumes, Al Awamia, n° 3, p 87-110, 1962[29],
- R . Huet. Remarques sur les caractéristiques de diverses variétés d'oranges et de pomélos au Maroc, Fruits, vol. 17, n° 9, p .469-475, 1962,

- R . Huet. et A. Ledergerber. Les pâtes d'oranges  I .Généralités. Al Awamia, n°3, p. 103-112, avr. 1962; II . Préparations avec diverses variétés;  Al Awamia, n°6, p. 66-88, janv. 1963,

- R . Huet. et A. Ledergerber. Les écorces d'agrumes, aliments pour le bétail, Al Awamia, p . 61-69, 1964,
- R. Schwob et R. Huet. Valorisation des sous-produits d'agrumes. Fruits, vol. 20, n°7, p. 349-353. 1965[30],
- R . Huet. Constituants des agrumes à effet pharmacodynamique : les citroflavonoïdes. Fruits vol. 37, n°4, p. 267-271, 1982[31],

On trouve sur le site agritop cirad les comptes-rendus des conférences, congrès etc. sur les huiles essentielles sous la plume de R. Huet.